# Tim Walker
Tim Walker (født i 1970) er en engelsk modefotograf med base i London. Hans interesse for fotografering begyndte allerede før han ville på universitetet, og arbejdede for Conde Nast Publications i London. Da han senere blev nummer 3 i en fotografikonkurrence i den engelske avis The Independent, valgte han at tage tre år på Photography BA Hons degree på Exter college of art. 
Efter at han bestod eksamen i 1994 arbejdede han som freelancefotograf i London, og tog derefter til New York, hvor han arbejde på fuld tid for den store modefotograf Richard Avedon. Da han igen flyttede tilbage til England, arbejdede og fokuserede han mest på portrættet og dokumenterende fotografier for UK newspaper. 
Da han var 25 år, skød han sin første fotoserie for modemagasinet Vogue, og har senere også fotograferet for den britiske, italienske og amerikanske udgave.
I 2008 blev hans første egen udstilling holdt på Design Museum i London, hvilket også resulterede i en udgivelse af en bog med hans billeder. Flere museer som Victoria and Albert Museum og National Portrait Gallery i London har alle permanente udstillinger med billeder taget af Tim Walker.
Hans fotostil er meget fantasifuld, og han fortæller i et interview til Comatosedesign.com at han elsker smukt tøj, men ikke går op i om det er in lige nu. Han har arbejdet sammen med store modeller som: Lily Cole, Gemma Ward, Jessica Stam og Agyness Deyn. 